# تیسیر عبدالحسین
تیسیر عبدالحسین (انگلیسی: Taiseer Abdul-Hussein؛ زادهٔ ۳۰ نوامبر ۱۹۷۸) بازیکن سابق و مربی فوتبال اهل عراق است.
وی همچنین در تیم‌های ملی فوتبال زیر ۲۳ سال عراق و عراق بازی کرده‌است.